# Philipp Brenner
Philipp Brenner (* 21. September 1802 in Hanau; † 29. September 1870 ebenda) war ein deutscher Mühlenbesitzer und Mitglied der kurhessischen Ständeversammlung.

## Leben
Philipp Brenner war ein Sohn des Mühlenbesitzers Johannes Jakob Brenner. 
Er übernahm den väterlichen Mühlenbetrieb und hatte in den Jahren 1849/1850 ein Mandat für die kurhessische Ständeversammlung, gewählt aus der Gruppe der Höchstbesteuerten des Wahlbezirks Hanau. 
Von 1861 bis 1863 war er Mitglied der Zweiten Kammer der kurhessischen Ständeversammlung.
Diese wurde nach den Unruhen im Jahre 1830 zum Zweck der Beratung und Verabschiedung einer Verfassung gebildet und hatte bis 1866 Bestand, als das Land Hessen durch Preußen annektiert wurde.